# Штраус, Виктор
Виктор Штраус (1809—1899) — немецкий писатель и политический деятель.
Происходил из старинной ганноверской семьи. До 1824 года учился в гимназии в родном городе, затем год провёл в педагогиуме в Галле. Позже некоторое время провёл в Дрездене. Свою первую поэму, «Katharina», опубликовал в 1828 году, то есть в 19-летнем возрасте. С юности увлекался богословием, но образование получил в области юриспруденции в университетах Эрлангена, Бонна и Гёттингена. В 1832 году поступил на государственную службу, с 1840 года служил при архиве в Букебурге, в 1848 году выступил последовательным противником революции. С 1850 года был депутатом парламента во Франкфурте, в 1853 году был возведён во дворянство Австрийской империи. С 1865 года имел ранг тайного советника и поселился в Эрлангене. В 1866 году из-за протестов против войны был вынужден уйти в отставку, остаток жизни занимался литературой и исследованиями.
Вступил на литературное поприще двумя сборниками стихотворений «Gedichte» (1841) и «Lieder aus der Gemeine» (1843) и эпическими поэмами «Richard» (1841) и «Robert der Teufel» (1854).
Ему принадлежат также драмы «Gudrun» и «Polyxena» (1851), два сборника новелл (1872 и 1881), поэма «Reinwart Löwenkind» (1874), «Essays zur allgemeinem Religionswissenschaft» (1888—91) и «Der altægyptische Götterglaube».

Согласно ЭСБЕ:

Произведения Ш., написанные не без таланта, проникнуты глубоким религиозным чувством.